# Fairchild 24

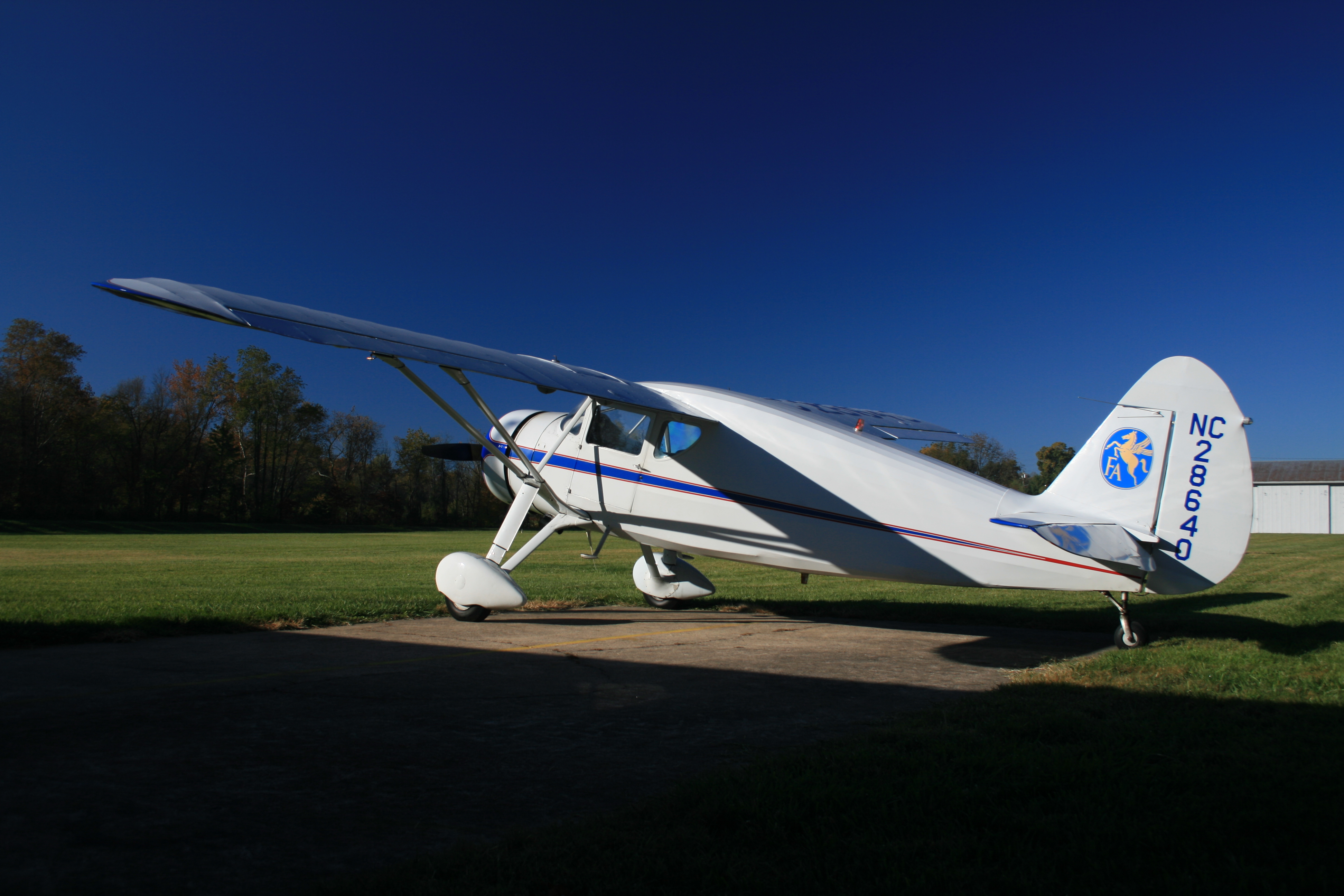
Fairchild 24W-40 bới động cơ 165hp Warner.

Fairchild Model 24 là một loại máy bay vận tải hạng nhẹ của Hoa Kỳ, nó được trang bị cho Quân đoàn Không quân Lục quân Hoa Kỳ với tên gọi UC-61, ngoài ra còn có Không quân Hoàng gia Anh sử dụng nó.

## Các kiểu dân dụng
| Năm sản xuất | Kiểu     | Số lượng sản xuất | Động cơ                    | Ghi chú                                                 |
| ------------ | -------- | ----------------- | -------------------------- | ------------------------------------------------------- |
| 1932         | F-24 C8  |                   | 95-hp American Cirrus      | Gross wt 1,600 lb, Cruise 90 mph. Giá 3.360 USD         |
| 1933         | F-24 C8A | 25 (gồm cả C8)    | 125-hp Warner Scarab       | Gross Wt. 1,800 lb, Cruise 95 mph, Giá $3.850           |
| 1933         | F-24 C8B | 2                 | 125-hp Menasco             | Giá $3.990                                              |
| 1934         | F-24 C8C | 125               | 145-hp Warner Super Scarab | Trọng tải 2.400 lb. Giá $5.000                          |
| 1935         | F-24 C8D | 10                | 145-hp Fairchild Ranger    |                                                         |
| 1936         | F-24 C8E | 50                | 145-hp Warner Super Scarab | Đuôi mới. Giá $5.390                                    |
| 1936         | F-24 C8F | 40                | 145-hp Fairchild Ranger    | Giá $5.390                                              |
| 1937         | F-24 G   | 100               | 145-hp Warner Super Scarab | Giá $5.290                                              |
| 1937         | F-24 H   | 25                | 150-hp Fairchild Ranger    | Giá $5.590                                              |
| 1939         | F-24 K   | 60                | 145-hp Fairchild Ranger    | Tăng kích thước. Vận tốc hành trình 125 mph. Giá $6.500 |
| 1939         | F-24 R9  | 35                | 165-hp Fairchild Ranger    |                                                         |
| 1939         | F-24 W9  | 30                | 145-hp Warner Super Scarab |                                                         |
| 1940         | F-24 R40 | 25                | 175-hp Fairchild Ranger    | Giá $7.230                                              |
| 1940         | F-24 W40 | 75                | 145-hp Warner Super Scarab | Giá $6.290                                              |
| 1941         | F-24 W41 | 30                | 165-hp Warner Super Scarab |                                                         |
| 1941         | UC-61    | 640               | 165-hp Warner Super Scarab | Giống kiểu W41                                          |
| 1942-43      | UC-61A   | 364               | 165-hp Warner Super Scarab |                                                         |
| 1944         | UC-61K   | 306               | 200-hp Fairchild Ranger    | Trọng tải 2.562 lb. Giống kiểu R40                      |
| 1946         | F-24 R46 |                   | 175-hp Fairchild Ranger    | Vận tốc hành trình 118 mph. Giá $8.875                  |
| 1946         | F-24 W46 | 280 (gồm cả R46)  | 165-hp Warner Super Scarab | Giá $8.500                                              |

## Biến thể quân sự
UC-61 Argus
UC-61A Argus
UC-61B
UC-61C
UC-61D
UC-61E
UC-61F
UC-61G
UC-61H
UC-61J
UC-61K Forwarder
UC-86
GK-1
J2K-1
J2K-2
Argus I
Argus II
Argus III

## Quốc gia sử dụng
Úc
- Không quân Hoàng gia Australia

 Brasil
- NAB – Navegação Aérea Brasileira

 Canada
- Không quân Hoàng gia Canada

 Tiệp Khắc
- Đơn vị An ninh Hàng không Tiệp Khắc nit

 Israel
- Sherut Avir
- Không quân Israel

 Phần Lan
- Không quân Phần Lan

 Thụy Điển
- Không quân Thụy Điển

 Thái Lan
- Không quân Hoàng gia Thái Lan

 Anh Quốc
- Không quân Hoàng gia

 United States
- Không quân Lục quân Hoa Kỳ
- Thủy quân Lục chiến Hoa Kỳ
- Hải quân Hoa Kỳ
- Bảo vệ Bờ biển Hoa Kỳ
- Tuần tra Hàng không Dân sự

## Tính năng kỹ chiến thuật (UC-61)
Đặc tính tổng quát
- Kíp lái: 1
- Sức chứa: 3 hành khách
- Chiều dài: 23 ft 10 in (7,27 m)
- Sải cánh: 36 ft 4 in (11,08 m)
- Chiều cao: 7 ft 8 in (2,34 m)
- Diện tích cánh: 193 foot vuông (17,9 m2)
- Trọng lượng rỗng: 1,813 lb (1 kg)
- Trọng lượng cất cánh tối đa: 2,882 lb (1 kg)
- Động cơ: 1 × Ranger L-440-5 , 200 hp (150 kW)

Hiệu suất bay
- Vận tốc cực đại: 108 kn (124 mph; 200 km/h)
- Tầm bay: 404 nmi (465 mi; 748 km)
- Trần bay: 12,700 ft (3,871 m)